# García-Hafner-Happle-Syndrom
Das García-Hafner-Happle-Syndrom ist eine seltene Sonderform des Epidermal-Naevus-Syndromes.
Synonyme sind: Fibroblast growth factor receptor 3 epidermal nevus syndrome; FGFR3 epidermal nevus syndrome
Die Bezeichnung bezieht sich auf die Hauptautoren der Erstbeschreibung aus dem Jahre 2008 durch die Dermatologen Alejandro García-Vargas (Mexiko), Christian Hafner und Rudolf Happle aus Deutschland.

## Verbreitung
Häufigkeit und Vererbungsmodus sind nicht bekannt.

## Ursache
Der Erkrankung liegen Mosaik R248C-Mutationen im FGFR3-Gen auf Chromosom 4 Genort p16.3 zugrunde, welches für den FGF-Rezeptor 3 kodiert.

## Klinische Erscheinungen
Klinische Kriterien sind:
- Keratinozytischer Epidermaler Naevus
- neurologische Auffälligkeiten wie Krampfanfall, Geistige Behinderung, Atrophie der Hirnrinde und Balkenmangel
- keine Skelettauffälligkeiten